# San Benedetto
Acqua Minerale San Benedetto S.p.A — международная компания по производству безалкогольных напитков, расположенная в итальянском регионе Скорце (провинция Венеции).
San Benedetto является одним из ведущих производителей в сегменте безалкогольных напитков в Италии и владеет производственными площадками (источниками) в: Скорце, Пополи, Донато, Непи, Виджинелло, Атела, а также имеет производство в Испании, в Польше и Венгрии.
В 2018 году компания насчитывала 1953 сотрудников во всем мире, 44 линии разлива напитков по бутылкам в Италии с мощностью производства до 4,49 миллиарда бутылок в год.

## История
Компания начала свою историю в 1956 году, когда была разлита первая партия минеральной воды из источника Скорце близ Венеции. Источник был открыт братьями Бруно и Эрменджильдо Скаттолин, владельцами магазина продуктов, который располагался недалеко от источника.
В 1984 году компания подписала соглашение с Cadbury Schweppes International и начала производство и дистрибуцию линейки Schweppes в Италии. В 1988 году также было подписано соглашение с PepsiCo о производстве линейки «Pepsi» и «Seven Up» в Италии.
В 1995 году была открыта новая фабрика в Пополи (провинция Пескара), где началось производство минеральной воды Guizza Fonte Valle Reale.
В начале 2000 года компания заключила соглашение с компанией Danone, и началось производство Polska Woda в Польше.
В 2006 году акционеры компании и члены семьи Зоппас заключили соглашение о покупке всех акций компании, и семья возглавила San Benedetto Mineral Water Group.
В 2011 году было подписано соглашение с Министерством охраны природы Италии о разработке щадящего производства минеральной воды и снижении выброса углекислого газа в атмосферу.
В 2016 году Синди Кроуфорд выступила амбассадором бренда San Benedetto.

## Вода San Benedetto
San Benedetto — один из самых популярных брендов воды в Италии. Вода обладает умеренной минерализацией (428 мг/л) и высоким уровнем pH.
Бренд продается в более чем 100 странах, в ресторанах и отелях, а также сетевых магазинах. В России бренд San Benedetto представлен компанией Simple Group.
В 2017 году была выпущена линейка San Benedetto Antica Fonte с крайне низким содержанием нитратов в составе (0,1 мг/л), получившая 3 золотые звезды от Международного института вкуса и качества (iTQi) в 2017 году, а также высокую оценку на Anuga 2017 в Кёльне, Германия в категории «Напитки».